# Philip Suriano
Philip Suriano (1948) è un attore statunitense, di origini italiane.
Il ruolo per cui è forse più noto è quello del fratello di Nicky Santoro (Joe Pesci), Dominick, in Casinò (1995) di Martin Scorsese, personaggio basato sul mobster Michael Spilotro. Oltre Casinò, Suriano ha vari camei in film come Quei bravi ragazzi (Scorsese, 1990), Mafia! (Jim Abrahams, 1998), Ocean's Eleven - Fate il vostro gioco (Steven Soderbergh, 2001) e The Irishman (Scorsese, 2019).

## Filmografia
- Arma letale 2 (Lethal Weapon 2), regia di Richard Donner (1989)
- Quei bravi ragazzi (Goodfellas), regia di Martin Scorsese (1990)
- American Born, regia di Raymond Martino (1990)
- Casinò (Casino), regia di Martin Scorsese (1995)
- Otto teste e una valigia (8 Heads in a Duffel Bag), regia di Tom Schulman (1997)
- Visions - Premonizioni di un delitto (Visions), regia di David McKenzie (1998)
- Mafia!, regia di Jim Abrahams (1998)
- Sons of Thunder - serie TV, episodio 1x06 (1999)
- Ocean's Eleven - Fate il vostro gioco (Ocean's Eleven), regia di Steven Soderbergh (2001)
- The Irishman, regia di Martin Scorsese (2019)